# Pogoniopsis schenkii
Pogoniopsis schenkii é uma espécie de orquídea terrestre saprófita, sem clorofila que habita sobre matéria orgânica nas matas sombrias. Só existe na mata atlântica no Brasil.
Suas raízes são curtas e fasciculadas, sem folhas, as quais apresentam-se modificadas em brácteas fibrosas que recobrem totalmente o caule carnoso e quebradiço. As plantas são de coloração amarelo pálido e suas poucas flores, que medem entre dois e três centímetros, com grandes brácteas amareladas, podem ser de amarelo-pálido, alaranjadas ou pardacentas.